# カムケー県
カムケー県（カムケーけん、ベトナム語：Huyện Cẩm Khê / 縣錦溪?）は、ベトナム社会主義共和国フート省の県。面積は234.55 km²、人口は128,537人（2010年）である。

## 行政区画
1市鎮23社から構成される。